# 地球温暖化対策の推進に関する法律
地球温暖化対策の推進に関する法律（ちきゅうおんだんかたいさくのすいしんにかんするほうりつ、平成10年10月9日法律第117号）は、日本国内における地球温暖化対策を推進するための枠組みに関する法律である。地球温暖化対策推進法、温対法とも呼ばれている。
1998年10月9日に公布された。

## 沿革
- 平成10年成立 - 京都議定書の採択を受け、国内対策の枠組みを定めた。
- 平成14年改正 - 京都議定書目標達成計画の策定、地球温暖化対策推進本部の法定化等を定めた。
- 平成17年改正 - 温室効果ガス算定・報告・公表制度の創設等を定めた。
- 平成18年改正 - 京都メカニズムに関する制度を定めた。
- 平成20年改正 - 排出抑制等指針の策定、地方公共団体実行計画の策定事項の追加等を定めた。
- 平成25年改正 - 京都議定書目標達成計画に代わる地球温暖化対策計画の策定や、三ふっ化窒素（NF3）の追加等を定めた。
- 平成28年改正 - 普及啓発と国際協力の強化、地方公共団体実行計画の共同策定等を定めた。
- 令和3年改正 - 温室効果ガスの排出量を2050年までに実質ゼロとする目標を定め、2050年までの脱炭素社会の実現を基本理念に規定した。

## 構成
第1章 総則（第1条 - 第7条）
第2章 地球温暖化対策計画（第8条・第9条）
第3章 地球温暖化対策推進本部（第10条 - 第18条）
第4章 政府実行計画、地方公共団体実行計画等（第19条 - 第22条の14）
第5章 事業活動に伴う排出削減等（第23条 - 第36条）
第6章 株式会社脱炭素化支援機構による対象事業活動の支援等（第36条の2 - 第36条の39）
第7章 地球温暖化対策の普及啓発等（第37条 - 第41条）
第8章 森林等による吸収作用の保全等（第42条）
第9章 割当量口座簿等（第43条 - 第57条）
第10章 雑則（第58条 - 第65条）
第11章 罰則（第66条 - 第76条）
附則

## 算定割当量
当法律において「算定割当量」とは、次に掲げる数量で、二酸化炭素1トンを表す単位により表記されるものをいう。
一 気候変動に関する国際連合枠組条約の京都議定書第3条７に規定する割当量
二 気候変動に関する国際連合枠組条約の京都議定書第6条１に規定する排出削減単位
三 気候変動に関する国際連合枠組条約の京都議定書第12条３（ｂ）に規定する認証された排出削減量

## 主務官庁
環境省、経済産業省及び事業所管官庁